# Bernardia dodecandra
Bernardia dodecandra là một loài thực vật có hoa trong họ Đại kích. Loài này được (Sessé ex Cav.) Govaerts mô tả khoa học đầu tiên năm 2000.